# Lago de Vico
El Lago de Vico (en italiano, Lago di Vico) es un lago volcánico en el norte de la región del Lacio, Italia central. Es uno de los lagos principales de Italia que está más alto, con una altitud de 510 m. Administrativamente, es parte de los municipios de Caprarola y Ronciglione.
El lago está rodeado por los montes Ciminos, en particular por los montes Fogliano (965 m) y Venere (851 m). Forma parte de la Reserva Natural del Lago de Vico.
Según la leyenda, el lago fue creado por Hércules, quien desafió a los habitantes locales para blandiese su maza. Cuando hizo esto, una corriente surgió y el lago se formó. El lago es en realidad el resultado de la pasada actividad volcánica del Lacio, que se originó alrededor de hace 100.000 años cuando un cráter extinguido quedó inundado. Antes de la construcción de un túnel por los etruscos, el lago fue probablemente más profundo que hoy, el Monte Venere constituía una isla dentro de él.
El lago es drenado por el río Vicano.  
La región es famosa por su amplio bosque de abetos, que es uno de los más meridionales de Europa. La altitud, más los lados que rodean el cráter, crean condiciones suficientemente frías para la supervivencia continua de estos árboles. Una gran parte del lado septentrional del cráter es una reserva natural para proteger este bosque.
Entre las ciudades cercanas están Ronciglione, Caprarola, Viterbo y Vetralla.
Pertenece a la provincia volcánica Romana.